# یواس‌آرسی اسکامل (۱۷۹۸)
یواس‌آرسی اسکامل (۱۷۹۸) (به انگلیسی: USRC Scammel (1798)) یک کشتی بود که طول آن 58 feet (keel), 75 feet (deck) بود. این کشتی در سال ۱۷۹۸ ساخته شد.